# سهره سرخ‌فام
سهره سرخ‌فام یا سهره سپاهی (نام علمی: Carpodacus sipahi) پرنده کوچکی از گنجشک‌سانان از خانوادۀ سهرگان است. این پرنده در هیمالیا از نپال مرکزی تا سمت شرق در ویتنام یافت می‌شود و به طور پراکنده در تپه‌های مجاور شمال شرق هند و جنوب شرق آسیا تا جنوب تایلند هم یافت می‌شوند. پرنده ساکن هیمالیا است، اما بسیاری از آن‌ها زمستان بی‌درنگ به جنوب می‌روند.زیستگاه طبیعی پرنده جنگل‌های معتدل است.
این پرنده در سال ۱۸۳۶ با نام علمی Corythus sipahi توسط برایان هاگتن هاگ‌سان توصیف شده است. نام سرده از کلمه هندی سیپاهی (sipāhi) به معنای سرباز گرفته شده است.
سهرۀ سرخ‌فام در گذشته در سرده آرایه تک‌نمونه Haematospiza قرار داده شد، اما بعدها براساس نتایج مطالعات فیلوژنتیک مولکولی به سرده سهرۀ سرخ‌فام منتقل شد.

## نگارخانه

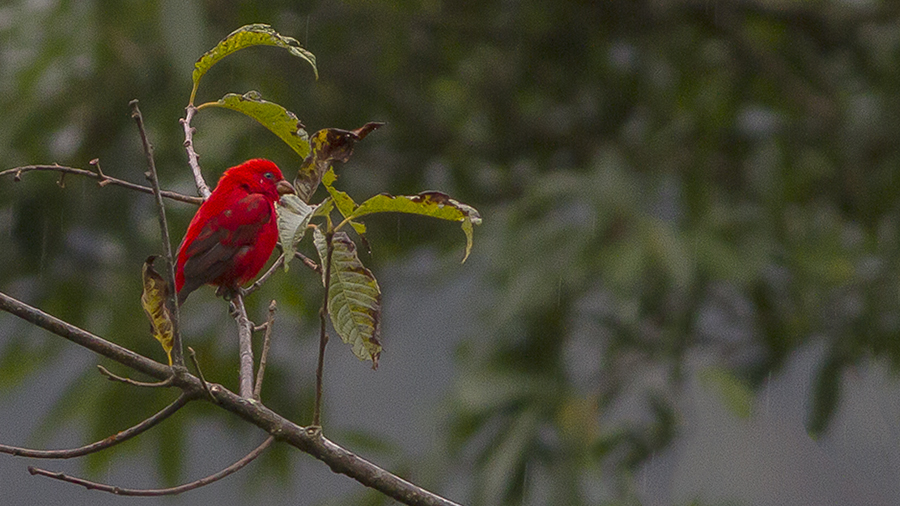
Male scarlet finch from Khangchendzonga National Park, سیکیم، هند
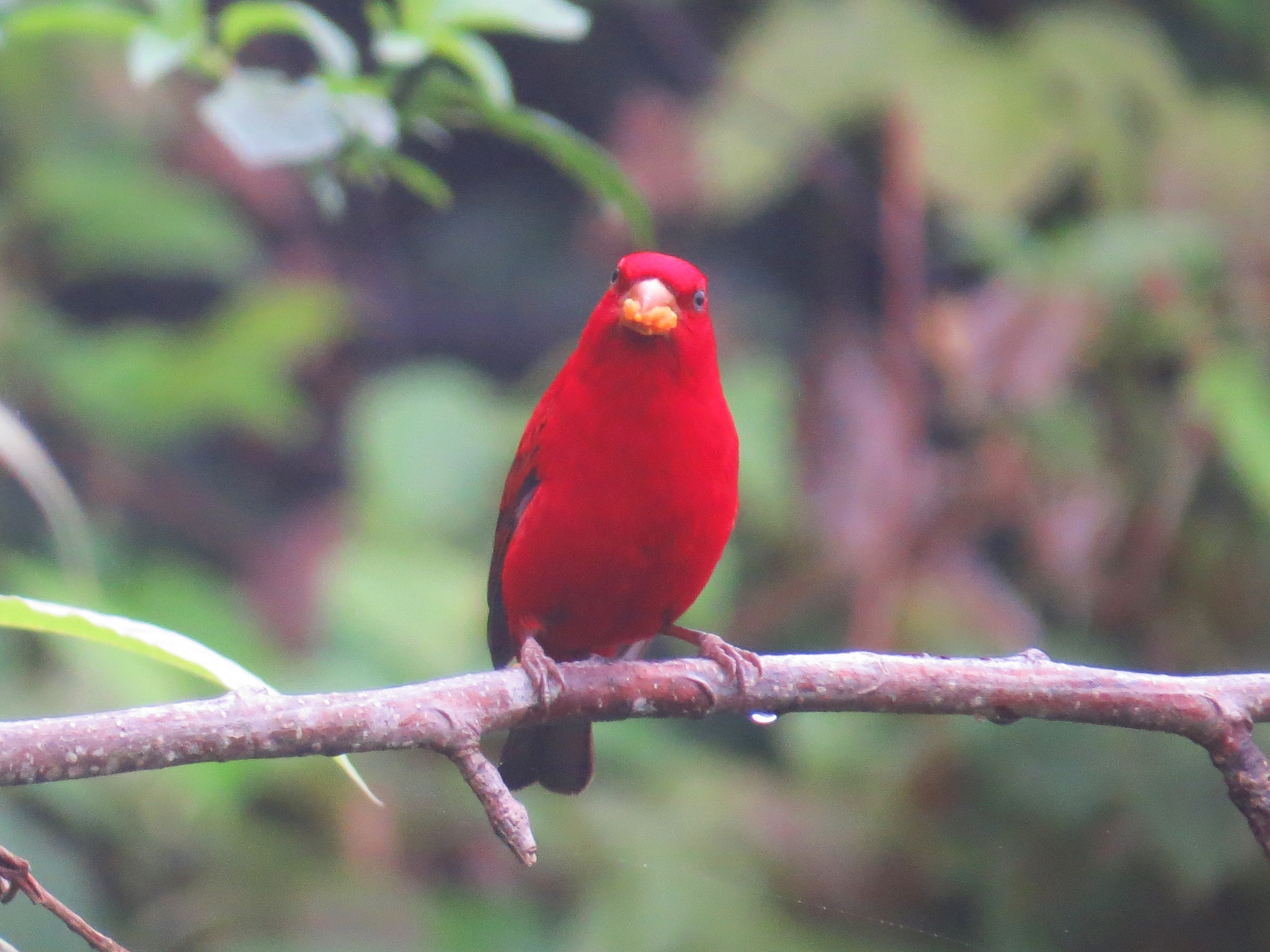
Male scarlet finch from Eaglenest Wildlife Sanctuary, آروناچال پرادش، هند
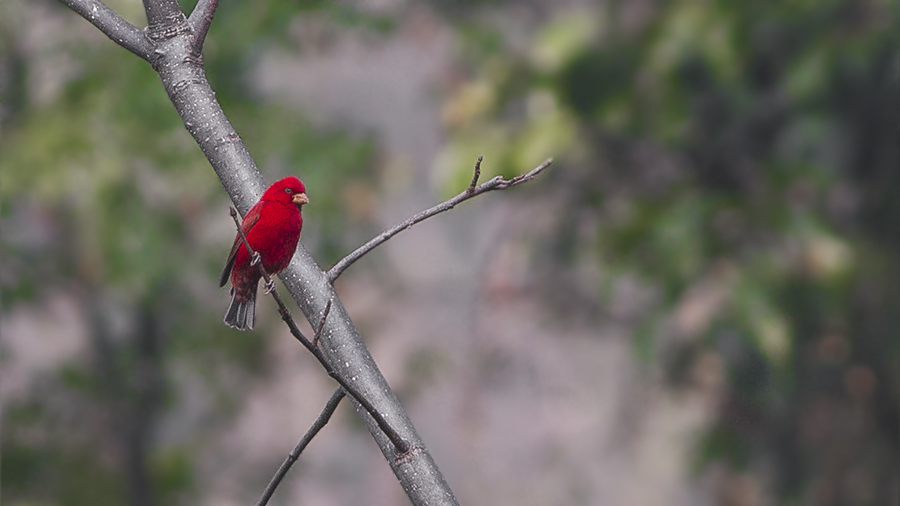
Male scarlet finch from Khangchendzonga National Park، سیکیم، هند